# Acquaviva d'Isernia
Acquaviva d'Isernia är en ort och kommun i provinsen Isernia i regionen Molise i Italien. Kommunen hade 402 invånare (2018).